# GB 12345
GB/T 12345 est une norme définissant le jeu de caractères de la République populaire de Chine (RPC) utilisant les caractères chinois traditionnels. Son équivalent en caractères chinois simplifiés est GB 2312,,.